# 戎姓
戎姓，是中国的一个漢姓。在《百家姓》中排名第248位。

## 起源
戎姓来源有四：

### 漢族
1、以封国为姓氏。周朝时有戎国，为齐国附庸，出自姜姓，別為允姓。戎国灭亡之后，其公族后裔以国名为姓，遂为戎氏。
2、以职官为氏。周朝时有掌管军械的官员名戎右，其后代子孙亦称戎氏，成为戎姓一支。
3、出自先秦戎狄，炎帝的支裔繁衍於河北河東，商周時期成為赤白之狄，其后裔有不少人以戎为姓，形成戎姓的又一支。
4、上古周朝时，宋微子之后，出自子姓，其子孙以戎为姓。少昊後裔允姓之戎，戎州己氏從衛莊公，封地於宋國的楚丘。

## 分布
今山西定襄县有戎家庄，其居戎氏者千人有余。
江苏省常州市新北区西夏墅镇有大戎家村和小戎家村，以戎为姓的住户近百。
河北省石家庄市鹿泉区黄壁庄镇有北庄村，全村以戎为姓，住户百余。

## 堂號
柳丘堂：秦末时，戎赐借连敖的引荐跟随了汉高祖刘邦。因破三秦有功，升了都尉。消灭项羽之后，他被封为柳丘侯。

## 延伸阅读
[在维基数据编辑]
 《百家姓》
 《欽定古今圖書集成·明倫彙編·氏族典·戎姓部》，出自陈梦雷《古今圖書集成》